# 魔鬼湖怪物
魔鬼湖怪物(英文：Devils Lake Monster)是指出没于美国威斯康辛州索克县魔鬼湖的神秘动物。研究者对于魔鬼湖怪物持以不同看法，主要两个理论分别认为魔鬼湖怪物是巨型章鱼或蛇颈龙。

## 历史
魔鬼湖怪物的历史可追溯至印第安人的传说，已知最早的书面记载则是1894年10月21日《纽约太阳报》报道。
1895年7月，《俾斯麦论坛报》报道一名渔夫与魔鬼湖怪物遭遇的故事。
1904年8月，《Wichita Beacon》报道一起关于魔鬼湖巨型海蛇的目击事件。
1908年，《Grand Forks Herald》报道一起12英尺（3.7米）长怪物在魔鬼湖出没的新闻。1915年7月21日，该报再度报道了魔鬼湖目击事件，数名目击者看见一只巨型海蛇。